# جان فیلیپ گلانیا
جان فیلیپ گلانیا (انگلیسی: Jan-Philip Glania؛ زادهٔ ۸ نوامبر ۱۹۸۸) ورزشکار ورزش شنا اهل آلمان است.
وی در مسابقات کشوری و بین‌المللی در مجموع برندهٔ ۳ مدال برنز شده‌است.